# Víctor Cabedo

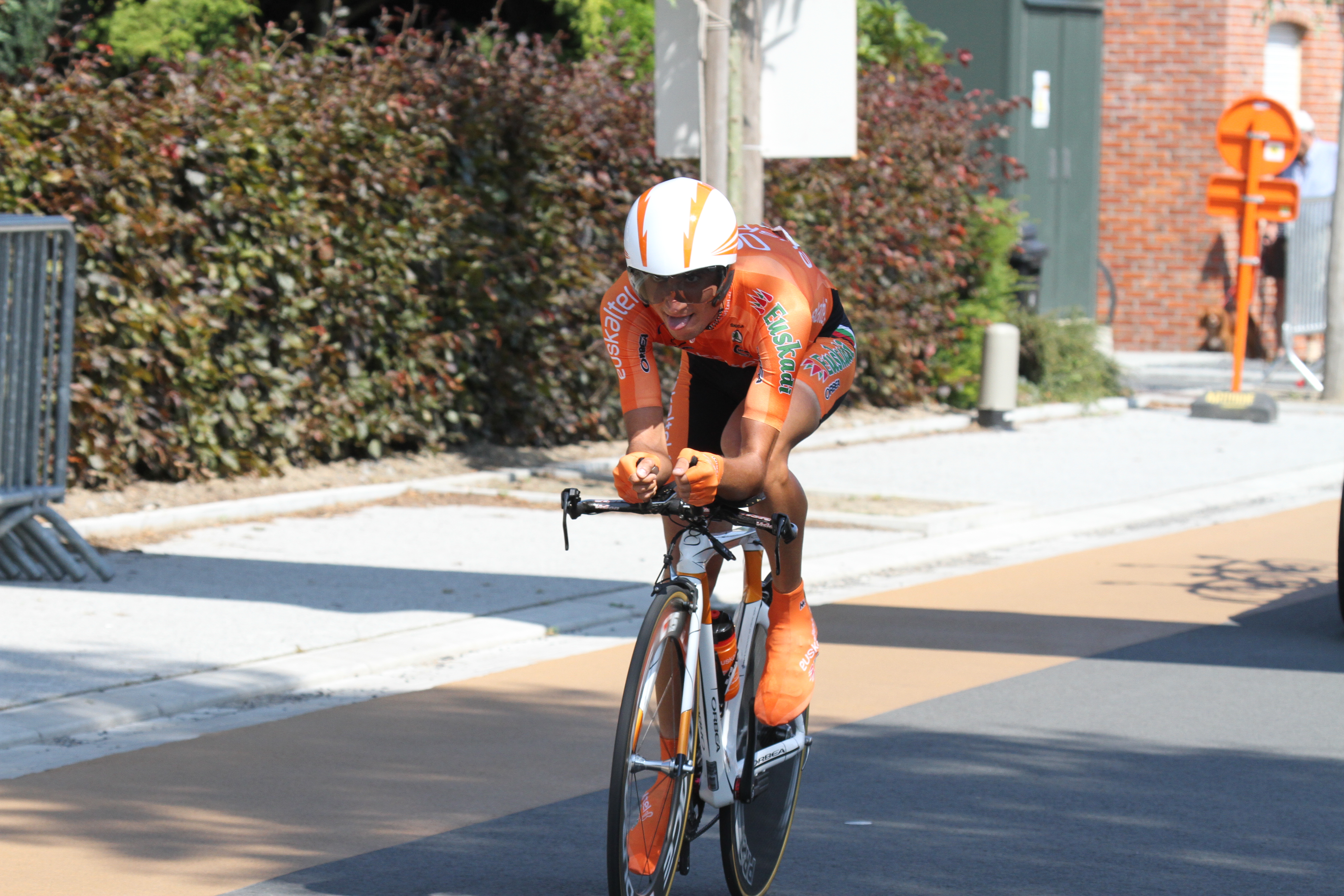
Víctor Cabedo (2012)

Víctor Cabedo Carda (* 15. Juni 1989 in Onda; † 19. September 2012 bei Almedíjar, Provinz Castellón) war ein spanischer Straßenradrennfahrer.

## Karriere
Víctor Cabedo wurde 2005 spanischer Meister im Cyclocross der Jugendklasse. In der Saison 2006 gewann er in der Juniorenklasse eine Etappe bei der Vuelta al Besaya. Im nächsten Jahr konnte er die Gesamtwertung der Vuelta Ciclista Vegas de Granada für sich entscheiden. Bei der Vuelta al Besaya gewann er zwei Etappen und die Gesamtwertung. 2009 war Cabedo bei einem Teilstück der Vuelta a Palencia erfolgreich und 2010 gewann er den Memorial Valenciaga. 2011 fuhr er für die spanische Nachwuchsmannschaft Orbea Continental und gewann eine Etappe bei der Vuelta a Asturias. 2012 wechselte er zum ProTeam Euskaltel-Euskadi.
Am 19. September 2012 verunglückte Cabedo tödlich, als er beim Training auf einer Landstraße zwischen Almedíjar und Aín in der Provinz Castellón von einem Auto erfasst wurde.

## Erfolge
2011
- eine Etappe Vuelta a Asturias

## Teams
- 2011 Orbea Continental
- 2012 Euskaltel-Euskadi